# Marquesado de Garrigues
El marquesado de Garrigues es un título nobiliario español creado el 8 de enero de 2004, por el rey Juan Carlos I de España, a favor de Antonio Garrigues Díaz-Cañabate (1904-2004), embajador de España, ministro de Justicia, abogado, político, escritor.

## Denominación
La denominación de la dignidad nobiliaria refiere al apellido paterno, por lo que fue universalmente conocida la persona a la que se le otorgó dicha merced nobiliaria.

## Carta de otorgamiento
El título se le concedió por: 

«La fecunda aportación de don Antonio Garrigues Díaz-Cañabate a la sociedad española, desde las distintas facetas de una dilatada vida presidida por su extraordinaria vocación de servicio público, merece ser destacada de manera especial, por lo que, queriendo demostrarle Mi Real aprecio,...»
Real Decreto 1/2004, de 8 de enero. Publicado en el BOE el 9 enero 2004.

## Marqueses de Garrigues
|                            | Titular                         | Periodo                    |
| Creación por Juan Carlos I | Creación por Juan Carlos I      | Creación por Juan Carlos I |
| -------------------------- | ------------------------------- | -------------------------- |
| I                          | Antonio Garrigues Díaz-Cañabate | 2004-2004                  |
| II                         | Joaquín Garrigues Areilza       | 2004-2022                  |
| III                        | Cristina Garrigues Areilza      | 2022-actual titular        |

## Historia de los marqueses de Garrigues
- Antonio Garrigues Díaz-Cañabate (1904-2004), I marqués de Garrigues, embajador de España, ministro de Justicia, abogado, político, escritor.

Se casó con Helen Anne Walker, natural de Des Moines (Iowa), hija del antiguo ingeniero jefe de ITT Corporation. De este matrimonio nacieron nueve hijos: Isabel, esposa de Richard Aguirre; Joaquín (1933-1980), casado con María de las Mercedes de Areilza y Churruca, padres de Joaquín Garrigues Areilza (II marqués de Garrigues); Antonio, casado con Francisca Miranda; Juan, casado con María del Carmen Díaz Llanos; Ana, soltera, religiosa; José Miguel, casado con Elena de Borbón; Elena, esposa de Juan de la Pisa; Gonzalo, fallecido soltero y sin descendencia; María, esposa de Pedro Nieto.
Le sucedió el 15 de diciembre de 2004 su nieto paterno, Joaquín Garrigues Areilza, hijo de su hijo Joaquín Garrigues Walker y la esposa de éste, María de las Mercedes de Areilza y Churruca (hija del ministro y embajador José María de Areilza, marqués de Santa Rosa del Río, III conde de Rodas y conde consorte de Motrico): 
- Joaquín Garrigues Areilza, II marqués de Garrigues.[5]  Cedió el título a su hermana:

- Cristina Garrigues Areilza, III marquesa de Garrigues.[6]